# Skottorps landsfiskalsdistrikt
Skottorps landsfiskalsdistrikt var 1918-1951 ett landsfiskalsdistrikt i Hallands län, bildat när Sveriges indelning i landsfiskalsdistrikt trädde i kraft den 1 januari 1918, enligt beslut den 7 september 1917. När Sveriges nya indelning i landsfiskalsdistrikt trädde i kraft den 1 januari 1952 (enligt kungörelsen 1 juni 1951) upplöstes distriktet och dess område uppgick i det nya Höks landsfiskalsdistrikt.
Landsfiskalsdistriktet låg under länsstyrelsen i Hallands län.

## Ingående områden
Hishults landskommun var delad mellan Hallands län och Kristianstads län, och även på två landsfiskalsdistrikt. Denna oregelbundenhet upphörde 1 januari 1949, då delen i Kristianstads län överfördes till kommunerna Skånes-Fagerhult och Örkelljunga.

### Från 1918
Höks härad:
- Hasslövs landskommun
- Del av Hishults landskommun: Den del av landskommunen som låg i Hallands län.[2]
- Ränneslövs landskommun
- Skummeslövs landskommun
- Våxtorps landskommun
- Ysby landskommun
- Östra Karups landskommun

### Från 1949
Höks härad:
- Hasslövs landskommun
- Hishults landskommun
- Ränneslövs landskommun
- Skummeslövs landskommun
- Våxtorps landskommun
- Ysby landskommun
- Östra Karups landskommun